# أوماتشي (ناغانو)
مدينة أوماتشي (باليابانية:大町市) هي إحدى المدن التابعة لمحافظة ناغانو. تأسست رسميًا في 01/07/1954. ويقدر عدد سكانها بـ 31276 نسمة حسب تقدير مكتب الإحصاء الياباني لعام 2012. تبلغ مساحة أوماتشي 564.99 كم2. بكثافة سكانية تبلغ 55.4 نسمة/كم2.

## المناخ
يظهر الجدول التالي التغييرات المناخية على مدار السنة لأوماتشي:
| البيانات المناخية لـأوماتشي            | البيانات المناخية لـأوماتشي | البيانات المناخية لـأوماتشي | البيانات المناخية لـأوماتشي | البيانات المناخية لـأوماتشي | البيانات المناخية لـأوماتشي | البيانات المناخية لـأوماتشي | البيانات المناخية لـأوماتشي | البيانات المناخية لـأوماتشي | البيانات المناخية لـأوماتشي | البيانات المناخية لـأوماتشي | البيانات المناخية لـأوماتشي | البيانات المناخية لـأوماتشي | البيانات المناخية لـأوماتشي |
| الشهر                                  | يناير                       | فبراير                      | مارس                        | أبريل                       | مايو                        | يونيو                       | يوليو                       | أغسطس                       | سبتمبر                      | أكتوبر                      | نوفمبر                      | ديسمبر                      | المعدل السنوي               |
| -------------------------------------- | --------------------------- | --------------------------- | --------------------------- | --------------------------- | --------------------------- | --------------------------- | --------------------------- | --------------------------- | --------------------------- | --------------------------- | --------------------------- | --------------------------- | --------------------------- |
| متوسط درجة الحرارة الكبرى °م (°ف)      | 1.4 (34.5)                  | 2.3 (36.1)                  | 6.7 (44.1)                  | 14.9 (58.8)                 | 20.3 (68.5)                 | 23.3 (73.9)                 | 26.6 (79.9)                 | 28.2 (82.8)                 | 23.2 (73.8)                 | 17.3 (63.1)                 | 11.3 (52.3)                 | 4.9 (40.8)                  | 15.1 (59.2)                 |
| المتوسط اليومي °م (°ف)                 | −2.9 (26.8)                 | −2.5 (27.5)                 | 1.1 (34.0)                  | 8.0 (46.4)                  | 13.6 (56.5)                 | 17.6 (63.7)                 | 21.1 (70.0)                 | 22.2 (72.0)                 | 17.9 (64.2)                 | 11.3 (52.3)                 | 5.4 (41.7)                  | 0.1 (32.2)                  | 9.4 (48.9)                  |
| متوسط درجة الحرارة الصغرى °م (°ف)      | −7.6 (18.3)                 | −7.5 (18.5)                 | −3.9 (25.0)                 | 1.9 (35.4)                  | 7.8 (46.0)                  | 12.9 (55.2)                 | 17.0 (62.6)                 | 17.8 (64.0)                 | 13.7 (56.7)                 | 6.6 (43.9)                  | 0.6 (33.1)                  | −4.3 (24.3)                 | 4.6 (40.3)                  |
| الهطول مم (إنش)                        | 80.3 (3.16)                 | 81.6 (3.21)                 | 98.5 (3.88)                 | 95.3 (3.75)                 | 121.2 (4.77)                | 165.5 (6.52)                | 195.8 (7.71)                | 134.2 (5.28)                | 168.4 (6.63)                | 109.8 (4.32)                | 76.4 (3.01)                 | 70.3 (2.77)                 | 1٬397٫1 (55.00)             |
| متوسط تساقط الثلوج سم (إنش)            | 180 (71)                    | 147 (58)                    | 91 (36)                     | 8 (3.1)                     | 0 (0)                       | 0 (0)                       | 0 (0)                       | 0 (0)                       | 0 (0)                       | 1 (0.4)                     | 9 (3.5)                     | 89 (35)                     | 525 (207)                   |
| المصدر: وكالة الأرصاد الجوية اليابانية |                             |                             |                             |                             |                             |                             |                             |                             |                             |                             |                             |                             |                             |

## توأمة
لأوماتشي (ناغانو) اتفاقيات توأمة مع:
- إنسبروك